# IC 190
IC 190 ist eine elliptische Galaxie vom Hubble-Typ E4? im Sternbild Widder an der Ekliptik. Sie ist schätzungsweise 218 Millionen Lichtjahre von der Milchstraße entfernt und hat einen Durchmesser von etwa 50.000 Lj.
Im selben Himmelsareal befinden sich u. a. die Galaxien NGC 776, IC 180, IC 181, IC 189.
Das Objekt am 15. Dezember 1892 vom französischen Astronomen Stéphane Javelle entdeckt.